# Conte d'Ivan l'Imbécile

Le Conte d'Ivan l'Imbécile (en russe : Сказка об Иване-дураке и его двух братьях, Conte d'Ivan l'imbécile et de ses deux frères) est un conte de l'écrivain russe Léon Tolstoï . 

## Historique
Écrit à l'automne 1885, ce conte parait ensuite dans le douzième tome des Œuvres de Tolstoï en 1886. Cependant lorsque la maison d'édition Le Médiateur veut le publier à part, elle en est empêché par la censure. À partir de 1906, il est permis de le publier séparément.

## Résumé
Ce conte décrit la lutte de trois frères et d'une sœur contre le diable. Le nom Ivan l'imbécile (en) fait référence à un héros populaire du folklore russe.